# لوتار شبيت
لوثار شبيت (بالألمانية: Lothar Späth)‏ (و. 1937 – 2016 م) هو سياسي، وبروفيسور (أستاذ جامعي) من ألمانيا . ولد في زيغمارينغن . تولى منصب رئيس المجلس الاتحادي في ألمانيا (1 نوفمبر 1984–31 أكتوبر 1985)، وعضو مجلس الشورى الموحد بادن فورتمبيرغ .<ref
وهو عضو في الاتحاد الديمقراطي المسيحي .
توفي في شتوتغارت .

## مناصب وهيئات
أدار جامعة يينا، وبادن فورتمبيرغ.

## جوائز
حصل على جوائز منها:
- Order of Merit of Baden-Württemberg
- Orden wider den tierischen Ernst
- Order of Merit of the Free State of Thuringia.

| المناصب السياسية        | المناصب السياسية                            | المناصب السياسية    |
| ----------------------- | ------------------------------------------- | ------------------- |
| سبقه فرانز جوزيف ستراوس | رئيس المجلس الاتحادي في ألمانيا 1984 - 1985 | تبعه Ernst Albrecht |

## روابط خارجية
- لوتار شبيت على موقع IMDb (الإنجليزية)
- لوتار شبيت على موقع مونزينجر (الألمانية)
- لوتار شبيت على موقع ديسكوغز (الإنجليزية)